# Shutruk-Nahhunte
Shutruk-Nahhunte var kung i landet Elam från 1185 till 1155 f.Kr. och den andre kungen i Shutrukid-dynastin. Under hans ledning besegrade Elam kassiterna och skapade därigenom det första Elamitiska imperiet. Detta imperium visade sig vara kortlivat eftersom Nebukadnessar I av Babylon erövrade Elam 1120 f.Kr. och krossade imperiet.
Shutruk-Nahhunte har fått uppmärksamhet hos allmänheten i och med Ethan Canins novell The Palace Thief från novellsamlingen med samma namn och filmen The Emperor's Club från 2002. I filmen figurerar en stentavla som beskriver Shutruk-Nahhuntes bravader, en gång en berömd erövrare som i dag är relativt okänd.